# Oligocladus
Oligocladus es un género de plantas  pertenecientes a la familia Apiaceae. Comprende 2 especies descritas y de estas, solo 1 aceptadas.

## Taxonomía
El género fue descrito por Chodat & Wilczek y publicado en Bulletin de l'Herbier Boissier, sér. 2, 2: 527. 1902. La especie tipo es: Oligocladus andinus Chodat & Wilczek	

## Especies
A continuación se brinda un listado de las especies del género Oligocladus aceptadas hasta julio de 2013, ordenadas alfabéticamente. Para cada una se indica el nombre binomial seguido del autor, abreviado según las convenciones y usos.
- Oligocladus andinus Chodat & Wilczek
- Oligocladus patagonicus Pérez-Mor.